# Florent Piétrus
Florent Marius Piétrus (ur. 19 stycznia 1981 w Les Abymes) – pochodzący z Gwadelupy, francuski koszykarz, występujący na pozycjach skrzydłowego, olimpijczyk, mistrz Europy z 2013 roku, obecnie zawodnik Entente Orleans 45.
Jest starszym bratem Mickaëla Piétrusa, mającego za sobą 10 lat występów w NBA.
8 stycznia 2020 został zawodnikiem francuskiego.

## Osiągnięcia
Stan na 8 stycznia 2019, na podstawie, o ile nie zaznaczono inaczej.

### Drużynowe
- Mistrz:
  - Eurocup (2010)
  - Francji (2001, 2003, 2004)
  - Hiszpanii (2006)
- Wicemistrz:
  - Eurocup (2012)
  - Francji (2002)
- Brąz:
  - Euroligi (2007)
  - Eurocupu (2013)
- Zdobywca pucharu:
  - Francji (2002, 2003, 2018)
  - Hiszpanii (2005)
  - Liderów Francji (2003, 2019)
- Finalista:
  - pucharu:
    - Francji (2001, 2004, 2014)
    - Hiszpanii (2013)

  - Superpucharu Hiszpanii (2006/07, 2010/11)
- 3. miejsce w:
  - Superpucharze Hiszpanii (2004/05, 2012/13)
  - Pucharze Hiszpanii (2010, 2011)

### Indywidualne
- 2-krotny obrońca roku LNB Pro A (2002, 2015)[5]
- MVP 16. kolejki Euroligi (2003/04)
- 4-krotny uczestnik meczu gwiazd francuskiej ligi LNB Pro A (2001, 2002, 2013, 2015)[6]
- Zwycięzca konkursu wsadów hiszpańskiej ligi ACB (2007)

### Reprezentacja
- Mistrz Europy (2013)
- Wicemistrz Europy (2011)
- Brązowy medalista:
  - mistrzostw Europy (2005, 2015)
  - mistrzostw świata (2014)
- Zwycięzca turnieju London Invitational (2011)
- 3. miejsce w Kontynentalnym Pucharze Mistrzów Stankovica (2006)
- Uczestnik:
  - mistrzostw:
    - Europy (2003 – 6. miejsce, 2005, 2007 – 8. miejsce, 2009 – 5. miejsce, 2011, 2013, 2015)
    - świata (2006 – 5. miejsce, 2010 – 13. miejsce, 2014)
    - U–16 (1997 – 4. miejsce)

  - igrzysk olimpijskich (2012 – 6. miejsce, 2016 – 6. miejsce)